# پل کالینز (نویسنده مذهبی استرالیایی)
پل کالینز (انگلیسی: Paul Collins؛ زادهٔ ۱ ژانویهٔ ۱۹۴۰) مورخ، و نویسنده اهل استرالیا است. کالینز دارای مدرک کارشناسی ارشد الهیات از دانشگاه هاروارد و دکترا در تاریخ از دانشگاه ملی استرالیا است.
او تاریخ کلیسا و الهیات را در استرالیا، ایالات متحده و کشورهای اقیانوس آرام تدریس کرده و به عنوان کشیش کاتولیک در سیدنی و هوبارت کار کرده‌است. او عضو مدعو در مرکز مطالعات منابع و محیط زیست در ANU و اتل هیتون همکار مدعو در دین و جامعه در دانشگاه ولونگونگ بوده‌است.
کالینز برای بسیاری از روزنامه‌ها و مجلات استرالیایی و همچنین برای The Tablet, National Catholic Reporter در ایالات متحده و برای چندین مجله کاتولیک در آلمان مقاله نوشته‌است.

## آثار
- کتاب ضرورت کاهش جمعیت: زمین از چند نفر می‌تواند حمایت کند در سال ۲۰۲۱: او در این کتاب عنوان کرده‌است که «جمعیت فعلی جهان ۷٫۹ میلیارد نفر است. خواسته‌های ما در حال حاضر تأثیر زیادی بر روی زمین گذاشته‌است. گرم شدن کره زمین، از دست دادن تنوع زیستی، کاهش منابع، همه اینها علائم یک مشکل بزرگتر، تعداد انسان و مصرف بیش از حد است. با توجه به تأثیری که روی زمین داریم، اکنون باید تعداد خود را به سرعت کاهش دهیم. ما وقت نداریم تا ۲۱۰۰ صبر کنیم تا اعداد به تدریج کاهش یابد. پس از بررسی همه مسائل پیرامون بحث جمعیت، ضرورت جمعیت استدلال می‌کند که برای دستیابی به هر کاهشی، ما نیاز به یک تغییر اخلاقی عمیق از تأکید بر اولویت انسان به یک اصل اخلاقی اساسی جدید داریم که زمین را در اولویت قرار می‌دهد. در حالی که مفاهیم این اصل رادیکال است، در پایان کتاب استدلال می‌کند که ما می‌توانیم آن را انجام دهیم و زمینه‌هایی برای امیدواری وجود دارد.»[۱]

کالینز ادعا می‌کند که سیاره زمین ممکن است از حدود ۳ میلیارد نفر در آسایش متوسط پشتیبانی کند، در حالی که ۸ میلیارد نفر فعلی - با وجود کاهش نرخ باروری جهانی هنوز با حدود ۸۰ میلیون نفر در سال افزایش می‌یابد - منجر به تشدید جنگ علیه طبیعت تقریباً در همه جا شده‌است، حتی با تولید-مصرف بسیار نابرابر در سراسر جهان.
او در مقاله چند استرالیایی؟ نیاز به اخلاق زمین محور این پرسش را مطرح کرده‌است: «استرالیا کشور بزرگی است. مطمئناً باید اجازه دهیم «توده‌های خسته، فقیر و جمع شده» جهان در اینجا ساکن شوند؟ و با این حال، با وجود اندازه فیزیکی، استرالیا از نظر بیوفیزیکی و ژئوفیزیکی محدود است. همه گزارش‌های وضعیت محیط‌زیست ما نشان می‌دهد که خواسته‌های جمعیت فعلی سیستم‌های طبیعی را به‌طور برگشت‌ناپذیری تخریب می‌کنند. آیا ما وظیفه اخلاقی داریم که اجازه دهیم آنها بیایند و زندگی بهتری به آنها بدهیم؟ یا باید از اکوسیستم‌های تحت مراقبت خود محافظت کنیم، به ویژه از زیستگاه کوالای نمادین ما که در حال حاضر توسط گسترش شهری و جنگل زدایی در معرض تهدید است.» این مقاله بحث انتقادی در مورد اخلاق مهاجرت به خواسته‌های رقابتی انسان‌هایی می‌پردازد.